# Universiteit van Córdoba (Spanje)
De Universiteit van Córdoba is een Spaanse staatsuniversiteit in Córdoba in Andalusië met ongeveer 21.000 studenten en een wetenschappelijke staf van 1.900 medewerkers.
Ofschoon Córdoba al in de 10e eeuw een Islamitische universiteit had, is de moderne Universiteit van Córdoba daar geen opvolger van. Ze werd in de 19e eeuw opgericht als vrije universiteit en werd kort voor het einde van Franco's dictatuur in 1972 nieuw gesticht.
De universiteit heeft drie locaties: de campus voor sociale wetenschappen en rechtsgeleerdheid in het stadscentrum, die voor geneeskunde in het westen, en landbouwkunde, natuurwetenschappen en techniek in de Rabanalescampus in het oosten van de stad.